# Cupa Cupelor 1973-1974
Sezonul 1973-1974 al Cupei Cupelor a fost câștigat de 1. FC Magdeburg, care a învins-o în finală pe formația AC Milan, fosta deținătoare a cupei.

## Prima rundă
| Echipa 1               | General  | Echipa 1                   | Tur   | Retur  |
| ---------------------- | -------- | -------------------------- | ----- | ------ |
| Vasas SC               | 0 - 3    | Sunderland AFC             | 0 - 2 | 0 - 1  |
| Cardiff City FC        | 1 - 2    | Sporting Clube de Portugal | 0 - 0 | 1 - 2  |
| RSC Anderlecht         | 3 - 3(d) | FC Zürich                  | 3 - 2 | 0 - 1  |
| Pezoporikos Larnaca FC | 0 - 11   | Malmö FF                   | 0 - 0 | 0 - 11 |
| Baník Ostrava          | 3 - 1    | Cork Hibernians            | 1 - 0 | 2 - 1  |
| NAC Breda              | 0 - 2    | 1. FC Magdeburg            | 0 - 0 | 0 - 2  |
| PFC Beroe Stara Zagora | 11 - 1   | CS Fola Esch               | 7 - 0 | 4 - 1  |
| FC Torpedo Moscova     | 0 - 2    | Athletic Bilbao            | 0 - 0 | 0 - 2  |
| AC Milan               | 4 - 1    | NK Dinamo Zagreb           | 3 - 1 | 1 - 0  |
| Randers FC             | 1 - 2    | SK Rapid Viena             | 0 - 0 | 1 - 2  |
| Lahden Reipas          | 0 - 2    | Olympique Lyonnais         | 0 - 0 | 0 - 2  |
| Legia Warszawa         | 1 - 2    | PAOK FC                    | 1 - 1 | 0 - 1  |
| Gzira United           | 0 - 9    | S.K. Brann                 | 0 - 2 | 0 - 7  |
| Chimia Râmnicu Vâlcea  | 2 - 4    | Glentoran FC               | 2 - 2 | 0 - 2  |
| ÍB Vestmannaeyja       | 1 - 16   | Borussia Mönchengladbach   | 0 - 7 | 1 - 9  |
| Ankaragücü             | 0 - 6    | Rangers FC                 | 0 - 2 | 0 - 4  |

### Prima manșă
| AC Milan                   | 3 – 1 | NK Dinamo Zagreb |
| -------------------------- | ----- | ---------------- |
| Bigon 10' 53' Chiarugi 16' |       | Lalić 70'        |

### A doua manșă
| NK Dinamo Zagreb | 0 – 1 | AC Milan    |
| ---------------- | ----- | ----------- |
|                  |       | Chiarugi 7' |

AC Milan s-a calificat cu scorul general de 4–1.

## A doua rundă
| Echipa 1                 | General  | Echipa 1                   | Tur   | Retur |
| ------------------------ | -------- | -------------------------- | ----- | ----- |
| Sunderland AFC           | 2 - 3    | Sporting Clube de Portugal | 2 - 1 | 0 - 2 |
| FC Zürich                | 1(d) - 1 | Malmö FF                   | 0 - 0 | 1 - 1 |
| Baník Ostrava            | 2 - 3    | 1. FC Magdeburg            | 2 - 0 | 0 - 3 |
| PFC Beroe Stara Zagora   | 3 - 1    | Athletic Bilbao            | 3 - 0 | 0 - 1 |
| AC Milan                 | 2 - 0    | SK Rapid Viena             | 0 - 0 | 2 - 0 |
| Olympique Lyonnais       | 3 - 7    | PAOK FC                    | 3 - 3 | 0 - 4 |
| S.K. Brann               | 2 - 4    | Glentoran FC               | 1 - 1 | 1 - 3 |
| Borussia Mönchengladbach | 5 - 3    | Rangers FC                 | 3 - 0 | 2 - 3 |

### Prima manșă
| AC Milan | 0 – 0 | SK Rapid Viena |
| -------- | ----- | -------------- |
|          |       |                |

### A doua manșă
| SK Rapid Viena | 0 – 2 | AC Milan      |
| -------------- | ----- | ------------- |
|                |       | Bigon 26' 41' |

AC Milan s-a calificat cu scorul general de 2–0.

## Sferturi
| Echipa 1                   | General | Echipa 1                 | Tur   | Retur |
| -------------------------- | ------- | ------------------------ | ----- | ----- |
| Sporting Clube de Portugal | 4 - 1   | FC Zürich                | 3 - 0 | 1 - 1 |
| 1. FC Magdeburg            | 3 - 1   | PFC Beroe Stara Zagora   | 2 - 0 | 1 - 1 |
| AC Milan                   | 5 - 2   | PAOK FC                  | 3 - 0 | 2 - 2 |
| Glentoran FC               | 0 - 7   | Borussia Mönchengladbach | 0 - 2 | 0 - 5 |

### Prima manșă
| AC Milan                           | 3 – 0 | PAOK FC |
| ---------------------------------- | ----- | ------- |
| Bigon 13' Benetti 38' Chiarugi 86' |       |         |

### A doua manșă
| PAOK FC         | 2 – 2 | AC Milan               |
| --------------- | ----- | ---------------------- |
| Sarafis 29' 72' |       | Bigon 54' Tresoldi 78' |

AC Milan s-a calificat cu scorul general de 5–2.

## Semifinale
| Echipa 1    | General | Echipa 1                 | Tur   | Retur |
| ----------- | ------- | ------------------------ | ----- | ----- |
| Sporting CP | 2 - 3   | 1. FC Magdeburg          | 1 - 1 | 1 - 2 |
| AC Milan    | 2 - 1   | Borussia Mönchengladbach | 2 - 0 | 0 - 1 |

### Prima manșă
| Sporting CP | 1 – 1 | 1. FC Magdeburg |
| ----------- | ----- | --------------- |
| Manaca 76'  |       | Sparwasser 62'  |

| AC Milan               | 2 – 0 | Borussia Mönchengladbach |
| ---------------------- | ----- | ------------------------ |
| Bigon 18' Chiarugi 52' |       |                          |

### A doua manșă
| 1. FC Magdeburg              | 2 – 1 | Sporting CP |
| ---------------------------- | ----- | ----------- |
| Pommerenke 9' Sparwasser 70' |       | Marinho 78' |

1. FC Magdeburg s-a calificat cu scorul general de 3–2.
| Borussia Mönchengladbach | 1 – 0 | AC Milan |
| ------------------------ | ----- | -------- |
| Sabadini 23' (o.g.)      |       |          |

AC Milan s-a calificat cu scorul general de 2–1.

## Finala
| 1. FC Magdeburg             | 2 – 0 | AC Milan |
| --------------------------- | ----- | -------- |
| Lanzi 42' (o.g.) Seguin 74' |       |          |